# Russkaia Gazeta
Russkaia Gazeta ("Gaceta Rusa", en español) fue un periódico argentino publicado en ruso y editado por la comunidad rusa inmigrante en Buenos Aires, de clara tendencia antibolchevique y de denuncia de las políticas soviéticas. Se publicó de forma irregular durante el año 1937.
El periódico era publicado por un grupo editorial nacionalista de derecha, Unión Patriótica Rusa, que tuvo una intensa actividad en esa época. En su corta vida tuvo dos directores: Lomot’  y Somoff. El objetivo era mejorar la vida de los emigrantes rusos y darles un medio de comunicación que sirva a sus intereses. Declaraba que pretendía ayudar a todos los migrantes rusos que habían abandonado Rusia, constituyéndose en la primera organización verdaderamente rusa en Argentina. Esto se debía en que el grupo de inmigrantes rusos en este país era uno de los que enfrentaba condiciones más desfavorables, sobre todo los que constituían las masas obreras. Sin embargo, más allá de sus motivos expuestos, este periódico fue utilizado como un dispositivo antibolchevique de denuncia de las políticas soviéticas. También tomó partido por el bando nacional en la Guerra Civil Española, lucha en la que veían similitud con la ocurrida en Rusia durante la revolución rusa entre rojos y blancos.
Russkaia Gazeta comenzó a ser publicado en enero de 1937, y fueron editados sólo 10 números hasta septiembre del mismo año. Estaba compuesto por cuatro páginas, y tuvo una periodicidad irregular, ya que algunos números salieron de forma quincenal, mientras que otros estaban separados por más de dos meses.